# Kød & Blod
Kød og blod er en dansk film fra 2020 instrueret af Jeanette Nordahl og baseret på manuskriptet af Ingeborg Topsøe. Debutfilmen fejrede sin verdenspremiere på Berlinale i februar 2020 i Panorama-sektionen.

## Handling
Da Idas mor omkommer i en bilulykke, placeres den kun 17-årige pige hos sin moster og sine voksne fætre. Ida har ikke set sin mors side af familien i mange år, men hendes nye hjem er fyldt med kærlighed og varme. Ikke mindst på grund af familiens overhoved, den altdominerende Bodil, der holder sammen på familien. Familiens kriminelle levevej bliver hurtigt hverdag for Ida, men det er ikke altid nemt at adskille vold og manipulation fra kærlighed og omsorg. Snart indser Ida, hvad hendes mor i sin tid flygtede fra.

## Filmpriser
Filmen blev nomineret til prisen for GWFF bedste første filmkategori på Berlinale 2020. Filmen er også nomineret til Teddy Award-prisen og Panorama-publikumsprisen.[kilde mangler]

## Medvirkende
- Sidse Babett Knudsen som Tante Bodil
- Sandra Guldberg Kampp som Ida
- Joachim Fjelstrup som Jonas
- Elliott Crosset Hove som David
- Besir Zeciri som Mads
- Henrik Vestergaard Nielsen som Sarahs ex-mand
- Omar Shargawi som Omar
- Sofie Torp som Marie
- Carla Philip Røder som Anna
- Benjamin Kitter som Politibetjent Jonathan
- Frida Sejersen som Sofia
- Marie Knudsen Fogh som Sarah